# 神戸市立三宮図書館
神戸市立三宮図書館（こうべしりつさんのみやとしょかん、Kobe Sannomiya Municipal Library）は、兵庫県神戸市中央区にある神戸市立図書館の地域拠点館。

## 概要

### 現図書館
戦後に神戸市の中心街を形成した三宮に立地する。2016年（平成28年）度実績では、来館者数は市内11館中で同じ中央区の大倉山にある中央図書館に次いで第2位（地域拠点館では1位）、貸し出し冊数は590,782冊で11館中第6位となっている。
館内にFREESPOTの公衆無線LANを設置。貸し出し条件等は神戸市立図書館#貸し出しを参照のこと。
三宮再整備に伴う神戸市勤労会館の解体に伴い、2022年6月30日に閉館し、7月26日よりデザイン・クリエイティブセンター神戸に仮移転。
2027年（令和9年）頃に神戸市勤労会館跡に建設される高層ツインタワーに移転する予定。

### KIITO三宮図書館
2022年（令和4年）7月26日、高層ツインタワーへの移転までの約5年の期間限定で神戸市中央区小野浜町にあるデザイン・クリエイティブセンター神戸（KIITO）2階に「KIITO三宮図書館」がオープンする。床荷重の問題があり蔵書数は約1万冊減の約7万冊になるが、館内は1.6倍の面積になり座席数は約30席増える。

## 歴史

### 開館
前史として1939年（昭和14年）に葺合区（現在の中央区東部）の上筒井通で開館した神戸市立図書館上筒井分館が存在するが、同分館は1945年（昭和20年）6月の神戸大空襲で焼失し、戦後も再建されなかった。
1957年（昭和33年）に神戸市役所が生田区（現在の中央区西部）加納町の東遊園地へ移転して以降、葺合区と生田区の境界に当たる三宮は急速に発展を遂げる。1960年（昭和35年）、葺合区雲井通の神戸新聞会館（現在のミント神戸所在地）9階に神戸市立図書館三宮分室として開室する。1972年（昭和47年）、市立図書館の組織改編により分室から「葺合区の拠点図書館」として位置付けられることになり神戸市立三宮図書館（初代）へ改称された。
1980年（昭和55年）4月24日、現在地の神戸市勤労会館1階に神戸市立三宮図書館（2代目）開館。組織上は新聞会館9階にあった三宮図書館（初代）を廃止して新しく同名の三宮図書館（2代目）を開館したと言う扱いになっている。同年12月に葺合区と生田区が合併し、中央区となる。中央区には神戸市立図書館の本館である中央図書館が大倉山公園に置かれているが、三宮図書館は引き続き区役所に隣接する「中央区の拠点図書館」としての地位を占め現在に至る。
2012年（平成24年）に市内各区の地域拠点館で開設された「おきしお文庫」では各館ごとに収集テーマが設定されているが、三宮図書館のテーマは産業・仕事（社会）とされている。

### 移転
神戸市立三宮図書館が入る神戸市勤労会館は三宮地区の再整備のため2022年度に解体が始まることになった。神戸市では2020年（令和2年）末頃を目処に中央区役所を阪神・淡路大震災で全壊した神戸市役所本庁舎3号館跡地へ移転する予定で、旧中央区役所と三宮図書館が入る神戸勤労会館を取り壊して跡地にバスターミナルを整備した高層ビルの再開発計画を立てている。再開発を請け負った三菱地所が発表した計画では「スカイライブラリー」と銘打って高層階に三宮図書館が入居し、ビジネス支援機能やホテルのラウンジなどを集めた「知のリビング」の一部とする案が示された。
2022年7月26日から移転までの約5年間、神戸市中央区小野浜町のデザイン・クリエイティブセンター神戸（KIITO）2階に「KIITO三宮図書館」がオープンする。
高層ツインタワーに入る新図書館は2027年（令和9年）頃にオープンする予定。

## アクセス
- 651-0096 兵庫県神戸市中央区雲井通5-1-2 神戸市勤労会館1階

### 最寄りの鉄道駅
以下の鉄道駅から徒歩6分。
地下鉄西神・山手線 三宮駅
ポートライナー 三宮駅
地下鉄海岸線 三宮・花時計前駅
阪急神戸本線 神戸三宮駅
阪神本線 神戸三宮駅
JR神戸線 三ノ宮駅

### 周辺
- 中央区役所
- ジュンク堂書店三宮駅前店
- 東横イン神戸三ノ宮
- ミント神戸
  - 三宮バスターミナル

## 開館日時
当館では開館・閉館時刻とも公立図書館としては遅めに設定されている。
- 開館時刻：午前10時開館、平日・土曜日は21時閉館。日曜・祝日は18時閉館。
- 休館日：毎週火曜日（祝日の場合は翌日）、年末年始、蔵書点検期間（年1回不定期）